# Henri Alby
Pour les articles homonymes, voir Alby.
Henri (Marie, Camille, Édouard) Alby, né le 5 novembre 1858 à Marseille (Bouches-du-Rhône) et mort à Toulouse le 11 février 1935, est un général français, commandant du 13e corps d'armée et major général de l'Armée pendant la Première Guerre mondiale puis chef d'état-major général de l'Armée.

## Biographie
Fils d'Édouard Alby, négociant à Marseille, et d'Hortense Pichaud, frère de l'ingénieur Amédée Alby, il épouse le 11 février 1893 sa cousine Amélie-Jeanne-Eugénie de Barrau de Muratel.
Élève à l'École d'application de l'artillerie et du génie à Fontainebleau, il passe successivement sous-lieutenant en 1878, lieutenant en 1880, capitaine en 1883, chef de bataillon en 1897, lieutenant-colonel en 1903 et colonel en 1906.
Promu général de brigade le 20 juin 1911, puis général de division le 7 septembre 1914, il commande le génie de le 20e régiment, la 34e division du 22 décembre 1913 au 11 avril 1915, puis le 13e corps d'armée du 11 avril 1915 au 6 octobre 1916. 
Il est directeur des étapes de la 5e puis de la 4e armée et du Groupe des Armées du Centre du 6 octobre 1916 au 23 mai 1917.
Il devient inspecteur général de tous les organes du Service de l'Arrière du 29 mai 1917 au 15 octobre 1917. 
Il obtient rang et prérogatives de général de corps d'armée le 15 octobre 1917.
Il est major général de l'Armée (à l'intérieur) du 15 octobre 1917 au 28 décembre 1918, succédant au général Foch. Il lui succède ensuite en tant que chef d'état-major général de l'Armée, du 29 décembre 1918 au 25 janvier 1920.

## Décorations
- Grand officier de la Légion d'honneur
- Croix de guerre 1914–1918
- Army Distinguished Service Medal